# ジョン・D・マクドナルド
ジョン・ダン・マクドナルド（John Dann MacDonald、1916年7月24日 - 1986年12月28日）は、アメリカ合衆国ペンシルベニア州シャロン出身の推理作家、SF作家。別ペンネームにジョン・ウェイド・ファレル、ピーター・リードがある。探偵小説「トラヴィス・マッギー」シリーズで知られる。

## 経歴
ペンシルベニア大学ウォートン・スクール、シラキューズ大学マーティン・J・ホイットマン校を卒業の後、1939年ハーヴァード大学の経営学修士号（MBA）を取得 。
シラキューズ大学時代に、ドロシー・プレンティス（Dorothy Prentiss）と出会い、1937年在学中に結婚。
卒業後、1940年より第二次世界大戦に従軍。陸軍Ordnance Corpに勤務し、後には極東地区担当のOSSに勤務した。
従軍中（1945年）から妻を喜ばせるために短編小説を書き始める。彼女は郵送された小説を彼に内緒で出版社に持ち込み、『オールド・ストーリー・マガジン』誌に買い取られた。
デビューから4ヶ月間、彼は1日14時間休日なしというスケジュールでタイプライターから約80万語を打ちまくり、体重を20ポンド減らしながらも何編もの短編を仕上げた。彼はそれらをあちこちに売り込み続けたが何百回も拒否された。しかし5ヶ月目にはパルプ誌『ダイム・ディテクティヴ (Dime Detective)』誌に作品が40ドルで売れ、それ以降、探偵小説、推理小説、冒険小説、スポーツ小説、西部劇、SF小説などを書き続け、売り続けた。
ペーパーバック小説がブームとなった1950年、彼は最初の長編小説『真鍮のカップケーキ（Brass Cupcake）』をファーセット・パブリケーションズ社のゴールド・メダル・ブックス（Fawcett Publications' Gold Medal Books）から発表した。
SF小説では、『アスタウンディング』誌に『Cosmetics』（1948）、『Wine of the Dreamer』（1951）、『Ballroom of the Skies』（1952）を発表した。
1962年にはアメリカ探偵作家クラブ（MWA）の会長に就任。
1972年にはアメリカ探偵作家クラブからの巨匠賞とグランドマスター(grand master)の称号が贈られた。 
1980年には全米図書賞（American Book Award）を受賞。

## 影響
さまざまな作家が、マクドナルドと彼のキャラクター『トラヴィス・マッギー』から受けた影響を語っている。
カール・ハイアセン（Carl Hiaasen）は『濃紺のさよなら』1990年代版の序文に賛辞を寄せている。
SF作家スパイダー・ロビンソンもまた、マクドナルドの賞賛者であることを明言している。
ディーン・クーンツは著書『ベストセラー小説の書き方』で、マクドナルドは「同世代最高のアメリカ人作家」であり、その作品は「百年先も読まれるだろう」と述べ、作家を目指す人間が読めば「小説を書くために必要なことはすべて学べる」と激賞した。
スティーヴン・キングはダグラス・Ｅ・ウィンターによるインタビュー集『Faces of Fear』の中で、マクドナルドの『夜の終わり』は「二十世紀アメリカ小説の最高傑作のひとつ(one of the greatest American novels of twentieth century)」であり「『セールスマンの死』や『アメリカの悲劇』と並ぶ」と主張した。
現在のフロリダ在住の推理小説家のほとんど（ランディ・ウェイン・ホワイト(Randy Wayne White)、ジェームズ・ホール(James W. Hall)、レス・スタンディフォード(Les Standiford)、ジョナサン・キング(Jonathon King)、ティム・ドーシー（Tim Dorsey）など）はマクドナルドから大きな影響を受けている。
マクドナルドへの敬意は1981年 – 1988年のCBSのTVシリーズ『サイモン＆サイモン(Simon & Simon)』でも明らかである。リック・サイモンのボートはサンディエゴのF-18桟橋に係留された。
※トラヴィス・マッギーが住居代わりにしている船『バステッド・フラッシュ』号はフォートローダーデール・マリーナのF-18桟橋が停泊の定位置である。
『The bartender in Callahan's Crosstime Saloon』ではマイク・キャラハン(Mike Callahan)がサリー・マッギー（Lady Sally McGee）と結婚した。彼女のラストネームはそのままトラヴィス・マッギーに対する敬意の表れである。キャラハン・シリーズの最新作『Callahan's Key』では、ロングアイランドはもうたくさんだとして、サルーンの常連だった一同が改造スクールバスでフロリダのキーウェストに引っ越した。彼らがキーウェストへ行く途中、フォートローダーデールのマリーナでF-18桟橋（トラヴィスの愛艇『バステッド・フラッシュ』号の定位置）にわざわざ立ち寄り、マッギーの相棒メイヤー(Meyer)のモデルとなった地元の住民と会っている。

## 他のメディア
マクドナルドの小説『Soft Touch』は、1961年に『男の罠(Man-Trap)』（監督：エドモンド・オブライエン）として映画化された。
彼の1957年の小説『The Executioners』は1962年にJ・リー・トンプソン監督により『恐怖の岬』として映画化され、1991年にマーティン・スコセッシ監督によって映画『ケープ・フィアー』としてリメイクされた。
1984年の『A Flash of Green』は映像化されたマクドナルド作品の中で最も成功したものだろう。
1970年の『琥珀色の死』の映画化では、ロジャー・イーバートや他の批評家から好評を博した。
『金時計の秘密(The Girl, the Gold Watch & Everything)』は1980年にテレビ映画化されたが、これは本来の小説の趣旨を捕らえることに失敗した作品とされている。
短編小説『Linda』は、1973年（ステラ・スティーヴンス(Stella Stevens)主演）と1993年（ヴァージニア・マドセン主演）で2度テレビ化されている。
マクドナルドのディザスター小説『コンドミニアム(Condominium)』は、1980年にダン・ハガティ(Dan Haggerty)とバーバラ・イーデン(Barbara Eden) 主演でテレビ映画化された。

## 主要作品リスト

### トラヴィス・マッギー
- 『濃紺のさよなら』 The Deep Blue Good-by (1964)
- 『桃色の悪夢』 Nightmare in Pink (1964)
- 『紫色の死地』 A Purple Place for Dying (1964)
- 『赤い雌狐』 The Quick Red Fox (1964)
- A Deadly Shade of Gold (1965)
- 『オレンジ色の屍衣』 Bright Orange for the Shroud (1965)
- 『琥珀色の死』 Darker Than Amber (1966)
- 『黄色い恐怖の眼』 One Fearful Yellow Eye (1966)
- 『薄灰色に汚れた罪』Pale Gray for Guilt (1968)
- The Girl in the Plain Brown Wrapper (1968)
- The Long Lavender Look (1970)
- A Tan and Sandy Silence (1971)
- Dress Her in Indigo (1971)
- The Scarlet Ruse (1973)
- 『紺碧の嘆き』 The Turqoise Lament (1973)
- 『レモン色の戦慄』 The Dreadful Lemon Sky (1974)
- 『赤く灼けた死の海』 The Empty Copper Sea (1978)
- The Green Ripper (1979)
- Free Fall in Crimson (1981)
- Cinnamon Skin (1982)
- The Lonely Silver Rain (1984)

### SF
- 『夢見るものの惑星』 Planet of the Dreamers (1950)
  - （児童向け抄訳版『夢みる宇宙人』岩崎書店 SFロマン文庫 30）
- 『金時計の秘密』 The Girl, the Gold Watch and Everything (1962)

### サスペンスその他
- 『呪われた者たち』 The Damned (1952)
- 『シンデレラの銃弾』 A Bullet for Cinderella (1955)
- 『ケープ・フィアー - 恐怖の岬』 The Executioners (1958)
- 『夜の終り』 The End of the Night (1960)
- 『生き残った一人』 The Last One Left (1967)
- 『コンドミニアム』 Condominium (1977)
- 『ディベロッパー』 Barrier Island (1986)
- 『死のクロスワード・パズル』『牝豹が仕掛けた罠』 The Good Old Stuff (1982) 短編集